# 育婴堂博物馆
育婴堂博物馆（Foundling Museum）位于伦敦的不伦瑞克广场，讲述英国第一个收容弃儿的机构育婴堂（Foundling Hospital）的历史。该博物馆收藏了国家级的“育婴堂收藏”（Foundling Hospital Collection）以及国际级的“亨德尔收藏”（Gerald Coke Handel Collection）。经过一次重大的建筑翻新后，博物馆于2004年6月重新向公众开放。
博物馆探索了育婴堂的历史，后者至今仍作为儿童慈善机构科拉姆（Coram）继续存在。 艺术家如威廉·贺加斯和作曲家格奥尔格·弗里德里希·亨德尔是育婴堂故事的中心，今天博物馆庆祝帮助改善儿童生活275周年。它是伦敦健康与医学博物馆（The London Museums of Health & Medicine）集团的成员。

## 历史
育婴堂由慈善家托马斯·科拉姆（Thomas Coram）建立于1739年。

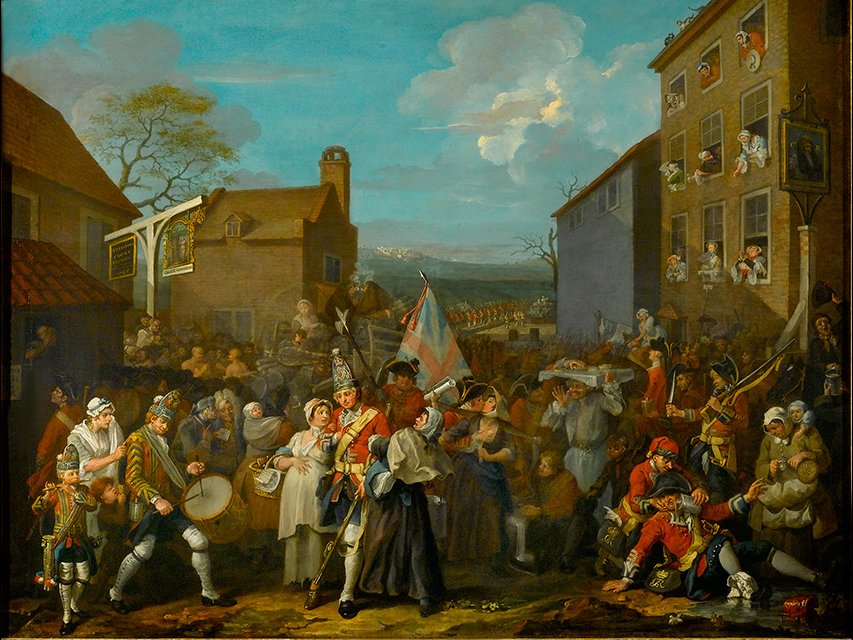
《卫兵向芬奇利进军》（1750年），威廉·贺加斯的讽刺杰作，由育婴堂抽奖获得